# Jules Déchin

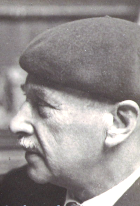
Jules Déchin

Jules Déchin (Lille, 12 de noviembre de 1869-París, 23 de julio de 1947) fue un escultor francés.
Estudió en la École des Beaux-Arts de Lille y en la Escuela de Bellas Artes de París con Jules Cavelier o Henri Chapu.